# Motoșeni
Motoșeni település és községközpont Romániában, Moldvában, Bákó megyében.

## Fekvése
Gajcsánától keletre, Törökhídjától északra fekvő település.

## Története
Községközpont, 14 falu: Bâclești, Chetreni, Chicerea, Cociu, Cornățelu, Funtinyele (Fântânele), Fundătura, Gura Crăiești, Motoșeni, Poiana, Praja, Rotăria, Șendrești, Țepoaia tartozik hozzá.
A 2002 évi népszámláláskor 4480 lakosa volt, melyből 96,02% román és 93,18% görögkeleti ortodox volt.
A 2011-ben végzett népszámlálás adatai szerint pedig 3505 fő élt a településen.